# Dicranella palustris
Dicranella palustris là một loài Rêu trong họ Dicranaceae. Loài này được (Dicks.) Crundw. mô tả khoa học đầu tiên năm 1962.